# Vol Iran Air 655
Le 3 juillet 1988, l'Airbus A300 effectuant le vol Iran Air 655, un vol international régulier reliant Bandar Abbas, en Iran, à Dubaï, aux Émirats arabes unis, est abattu par des missiles tirés par le croiseur américain USS Vincennes (CG-49), au-dessus du golfe Persique. L'accident fait 290 victimes, dont 66 enfants.
Le signal radar de l'avion de ligne de la compagnie Iran Air a été confondu avec celui d'un avion de combat iranien F-14 ayant décollé de Bandar Abbas juste après lui, conduisant le commandant du croiseur à ordonner d'abattre la cible.
Les États-Unis ont d’abord nié leur responsabilité. Le président Reagan a exprimé ses « regrets » pour cette « terrible tragédie humaine », tout en justifiant une « action défensive appropriée ».
C'est la plus grande catastrophe aérienne de l'histoire de l'Iran, ainsi que la plus meurtrière impliquant un Airbus A300. Il s'agit également du pire accident impliquant la destruction en vol d'un avion de ligne par un missile, jusqu'en juillet 2014, lorsque le vol Malaysia Airlines 17 a été abattu en vol au-dessus de l'Ukraine.

## Contexte régional

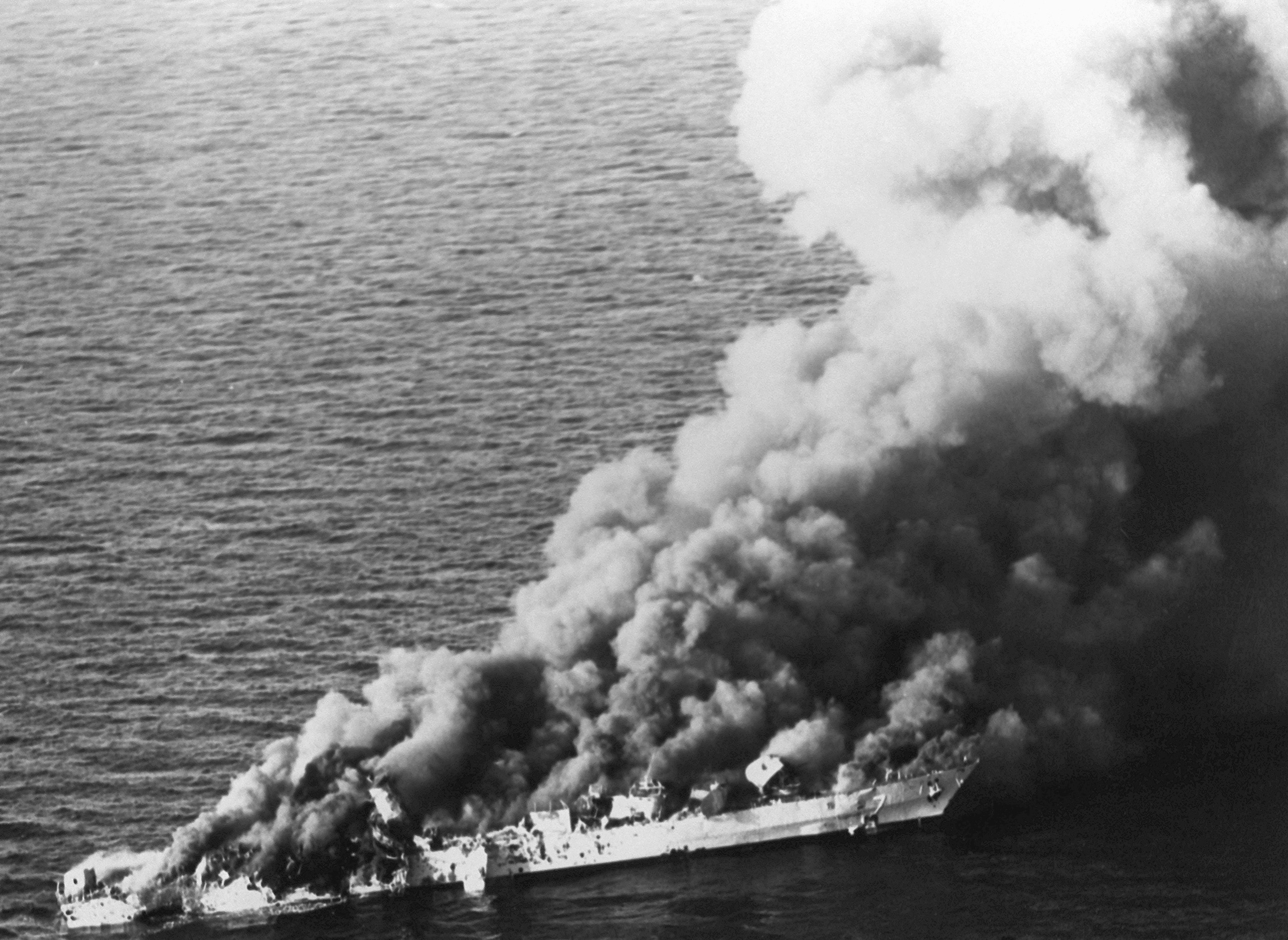
Frégate Iranienne IS Sahand en flammes le 18 avril 1988 après avoir reçu 3 missiles antinavires AGM-84 Harpoon et 4 bombes lancés par l'US Navy.

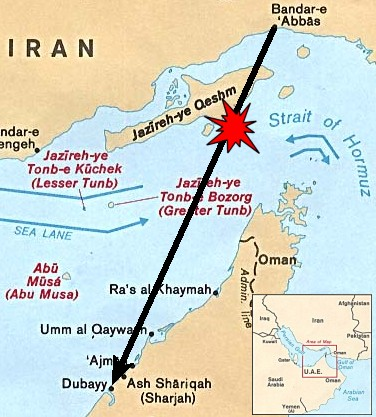
Carte avec le lieu approximatif, la flèche montre la direction et la destination du vol.

La situation est très instable dans le golfe Persique, la guerre Iran-Irak s'éternise depuis 1980. L'Iran comme l'Irak attaquent des pétroliers dans le golfe Persique. L'administration Reagan décide finalement de faire intervenir l'US Navy. En particulier, l'opération Earnest Will est mise en place à partir de juillet 1987. L'US Navy affirme vouloir assurer la protection des pétroliers et autres navires de commerce face aux attaques notamment dans le détroit d'Ormuz. Néanmoins les États-Unis ne s'occupent pas de la protection des pétroliers iraniens qui sont pourtant régulièrement attaqués par les Mirage F1 EQ et les autres avions militaires irakiens.
Dans ce contexte, divers affrontements armés ont lieu opposant les forces armées des États-Unis aux forces iraniennes, allant de simples escarmouches à des batailles en règle concernant essentiellement la liberté de navigation des pétroliers dans le golfe. En particulier, une frégate américaine est endommagée par une mine posée par l'Iran le 14 avril 1988. Dix marins des États-Unis sont blessés, dont 6 légèrement. En représailles, les États-Unis déclenchent l'opération Mante religieuse le 18 avril 1988. Cette opération se solde par la mort de 87 marins iraniens et la destruction d'une grande partie de la Marine de la république islamique d'Iran. De plus, deux plates-formes pétrolières iraniennes sont gravement endommagées, alors que les États-Unis n'ont à déplorer que la perte d'un hélicoptère qui s'est écrasé par accident, ainsi que la mort de ses deux pilotes.

## Circonstances du tir

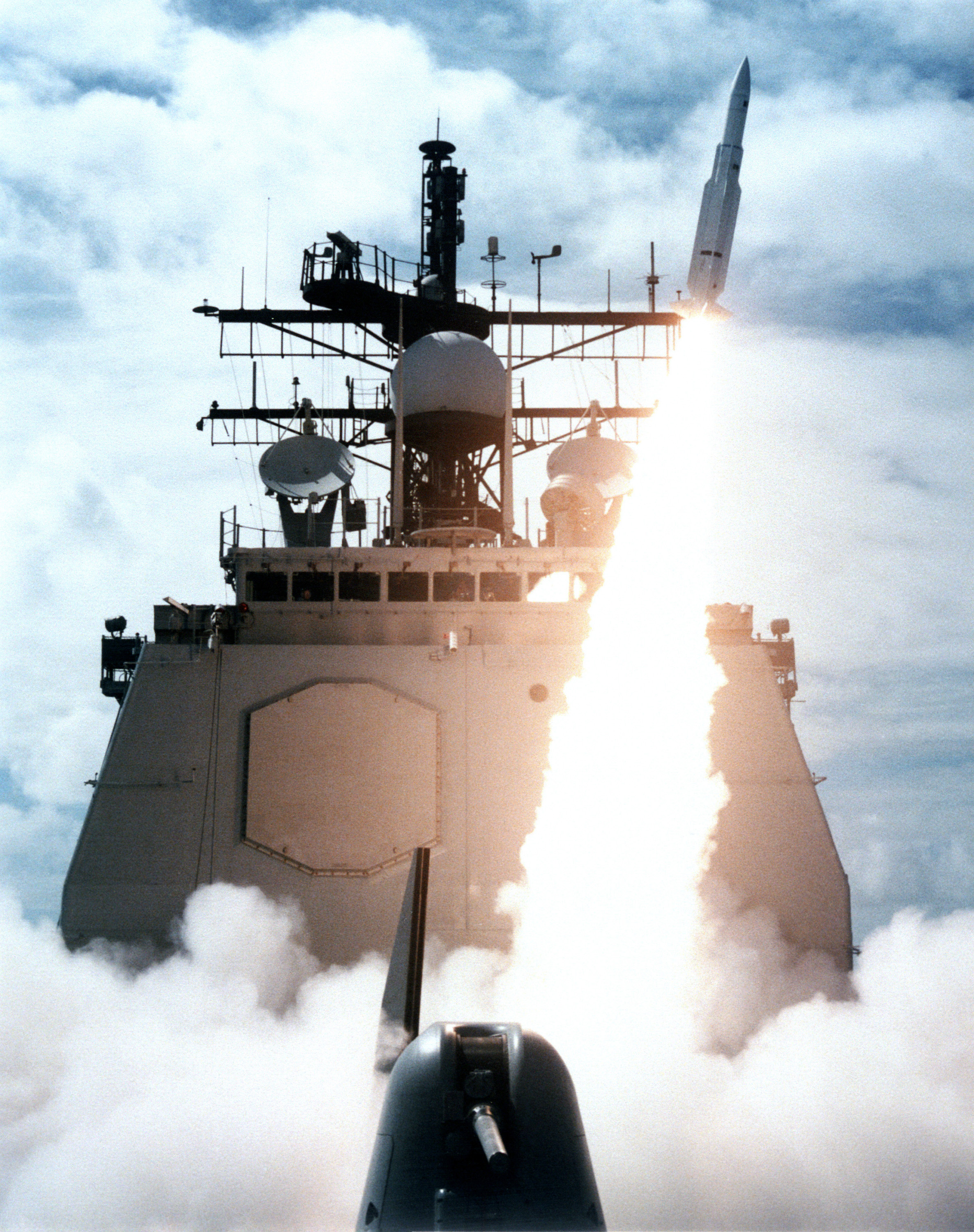
Tir lors d'exercices en 1987 d'un SM-2MR.

Le vol 655 d'Iran Air décolle le 3 juillet 1988 de Bandar Abbas avec plus de vingt-sept minutes de retard par rapport à l'horaire prévu, mais il faut moins de trente minutes pour rejoindre sa destination : Dubaï. En raison de la brièveté du trajet, l'avion ne monte qu'à 4 300 mètres (14 000 pieds), ce qui est relativement bas pour un vol commercial.
L'appareil qui assure ce vol, un Airbus A300B2-200 ( immatriculé EP-IBU), est alors sous la supervision du commandant de bord Mohsen Rezaian (37 ans), un pilote vétéran de la compagnie aérienne avec 7 000 heures de vol à son actif, ainsi que du copilote Kamran Teymouri (31 ans) et de l'officier mécanicien navigant Mohammad Reza Amini (33 ans).
Au même moment, la frégate USS Elmer Montgomery (en)(FF-1082) se trouve face à des embarcations puis à treize vedettes iraniennes. Le commandant demande à sa hiérarchie ce qu'il doit faire, on lui répond qu'il doit seulement envoyer son hélicoptère Sikorsky SH-60 Seahawk. Le commandant de l'USS Vincennes (CG-49) désobéit à cet ordre direct et, en plus d'envoyer son hélicoptère, déplace son navire vers l'USS Elmer Montgomery. Cela met son équipage sous tension, ce qui aura de graves conséquences.
L'hélicoptère essuie quelques coups de feu de la part des Iraniens. La situation vue du Vincennes est délicate, un engagement en surface étant possible, avec un avion de patrouille maritime P-3F Orion de l'armée de l'air iranienne qui patrouille au nord de sa position. Alors que le Vincennes reçoit l'autorisation de tirer sur deux embarcations qui viennent sur lui, il détecte un vecteur aérien en rapprochement à 80 km qui ne correspond à aucun plan de vol connu à bord et qui ne répond pas aux appels.
Quelques minutes plus tard, le navire ouvre le feu sur les embarcations iraniennes à l'origine de l'attaque de l'hélicoptère américain. Le radar identifie l'avion en approche comme potentiellement ennemi, selon son code de reconnaissance. Les marins pensent avoir affaire à un avion de combat F-14. En fait, un F-14 a bien décollé de Bandar Abbas, juste derrière l'Airbus civil, et c'est l'identification du F-14 qui mènera à la confusion. De plus, l'opérateur radar déclare que l'avion est en descente alors que les instruments du croiseur indiquent qu'il est en montée. Dans les esprits américains, l'incident de l'USS Stark est encore très présent : le 17 mai 1987, deux missiles air-mer Exocet tirés par un avion irakien avaient failli couler une frégate américaine. L'attaque avait fait 37 morts et 21 blessés. Pourtant, les F-14 n'étaient pas équipés de missiles air-mer.
Personne ne vérifie l'information indiquant que l'avion hostile serait en descente, et le commandant de l'USS Vincennes, le captain Will Rogers, décide de lancer deux missiles surface-air RIM-66 Standard pour abattre l'appareil situé à onze nautiques (20 km) de sa position. À moins de dix nautiques de distance, il aurait été impossible d'atteindre la cible. L'équipage de l'USS Vincennes se rend compte de la terrible méprise quelques minutes plus tard.

Débris de l'avion
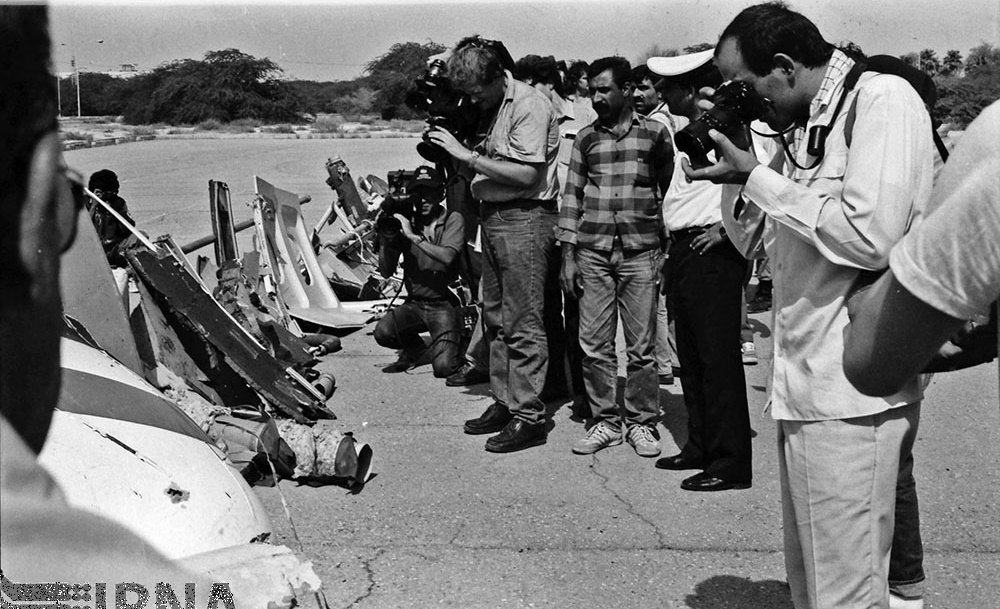
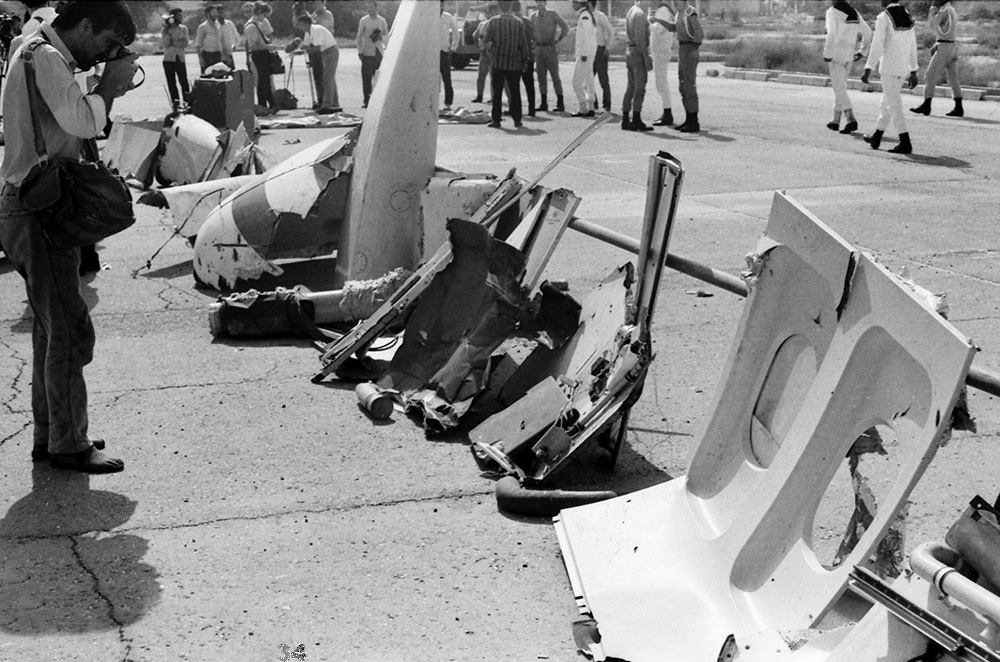
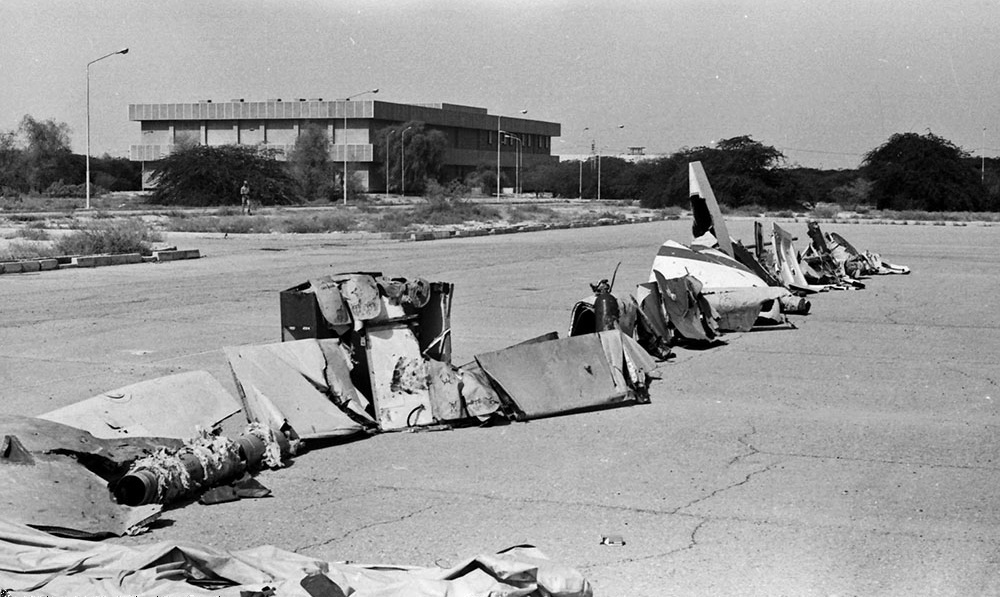
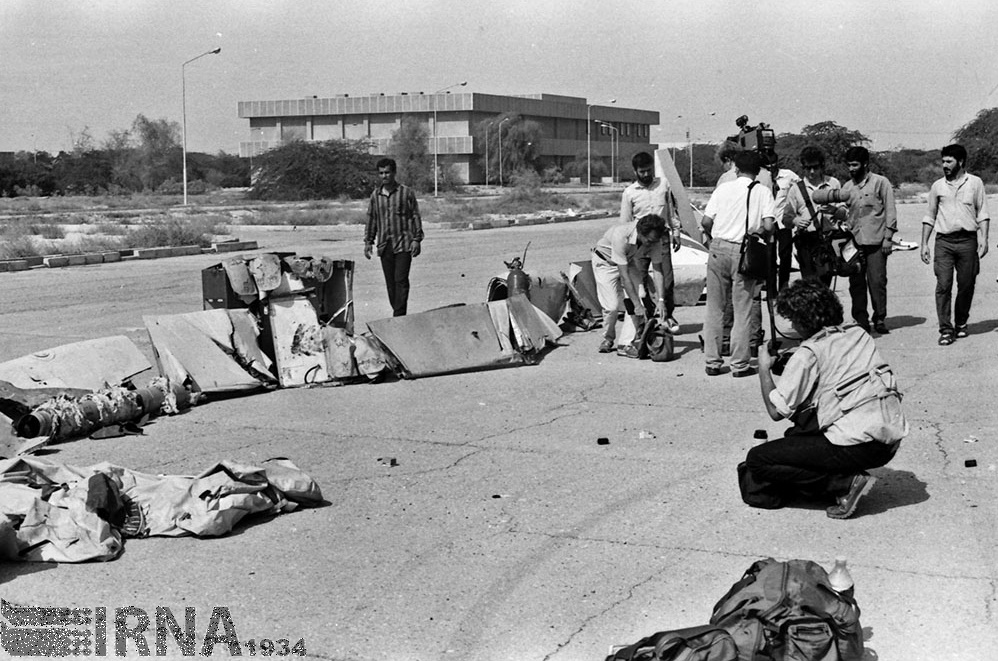
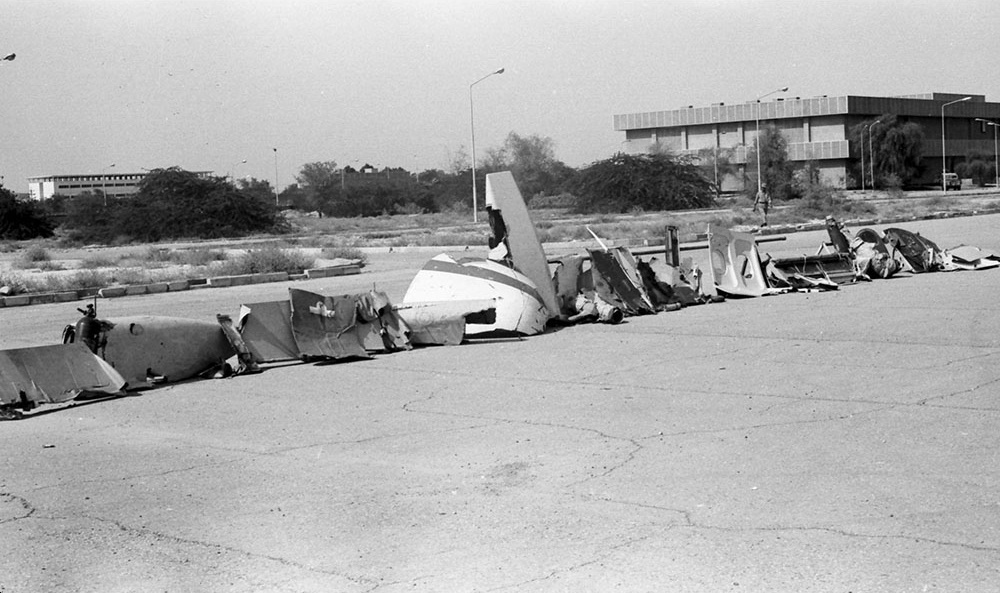

## Passagers et membres d'équipage
| Nationalité         | Passagers | Équipage | Total |
| ------------------- | --------- | -------- | ----- |
| Iran                | 238       | 16       | 254   |
| Émirats arabes unis | 13        | 0        | 13    |
| Inde                | 10        | 0        | 10    |
| Pakistan            | 6         | 0        | 6     |
| Yougoslavie         | 6         | 0        | 6     |
| Italie              | 1         | 0        | 1     |
| Total               | 274       | 16       | 290   |

Selon le gouvernement iranien il y avait 66 enfants parmi les passagers, soit 22 % du total des victimes.
En 1996, le gouvernement américain verse 100 millions de dollars de dédommagements au gouvernement iranien, soit 345 000 dollars par victime.

## Enquête et causes du drame
Le premier rapport de la marine américaine est incomplet, il ne comporte aucune carte donnant la position du croiseur au moment du tir. La marine américaine souligne que l'USS Vincennes a essayé de contacter sans succès l'Airbus, sept fois sur la fréquence d'urgence militaire et trois fois sur la fréquence d'urgence civile, mais jamais sur les fréquences du contrôle du trafic aérien. Le vol d'Iran Air est civil et par conséquent n'a pas accès aux fréquences militaires.
Cependant les pilotes iraniens ont capté les trois appels sur la fréquence d'urgence civile. L’équipage n'a sans doute pas compris que le message leur était destiné. Les marins décrivent l'appareil en approche par son cap et sa vitesse au sol. Même si le cap est correct, l'indication de vitesse ne correspond pas à la vitesse air fournie par l'Airbus et la différence est notable (environ 50 nœuds de différence). Le Vincennes ne mentionne ni le couloir aérien ni le code transpondeur qui auraient permis une identification.
L'utilisation du radar de l'USS Vincennes est mise en cause également, le personnel étant encore peu familiarisé avec cette technologie. Effectivement, de mauvaises manipulations ont sans doute mené à l'identification erronée de l'Airbus. L'aéroport international de Bandar Abbas servait à la fois pour les vols civils et militaires. Plusieurs F-14 y étaient stationnés ; lors du scan d'identification des appareils, il est possible que le radar ait attribué à l'Airbus un code de reconnaissance de F-14.
La Navy avait la liste des vols civils prévus pour la journée du 3 juillet ; toutefois les différents fuseaux horaires ont compliqué l'identification du vol 655 qui avait déjà pris du retard sur l'horaire prévu. Enfin, un opérateur du navire de guerre croit voir (à tort) l'appareil perdre de l'altitude, une manœuvre d'attaque typique. Cet avertissement influence le capitaine de l'USS Vincennes qui donne l'ordre de tirer, après avoir hésité longuement[réf. nécessaire].
Une des causes techniques est décrite dans un des chapitres consacrés à la Liaison 16.

## Conséquences
Le président Reagan a exprimé ses « regrets » pour cette « terrible tragédie humaine », tout en justifiant une « action défensive appropriée ». Son vice-président George Bush a déclaré le 2 août 1988 dans le cadre de la campagne présidentielle : « Je ne présenterai jamais d'excuses au nom des États-Unis — Que m'importent les faits... Je ne suis pas de ces gens qui présentent des excuses au nom des États-Unis. (I will never apologize for the United States — I don't care what the facts are... I'm not an apologize-for-America kind of guy). »,.
Enfin, en 1996, les autorités américaines acceptèrent de payer 131,8 millions de dollars après que l'Iran eut porté le cas devant la Cour internationale de justice. Environ 61,8 millions ont servi d'indemnisation aux 248 victimes iraniennes (soit environ 300 000 dollars par victime). Les autorités iraniennes n'ont pas révélé à quoi serait attribué le reste de la somme. Cet accident va compliquer les relations déjà tendues entre les deux pays.

## Médaille du devoir

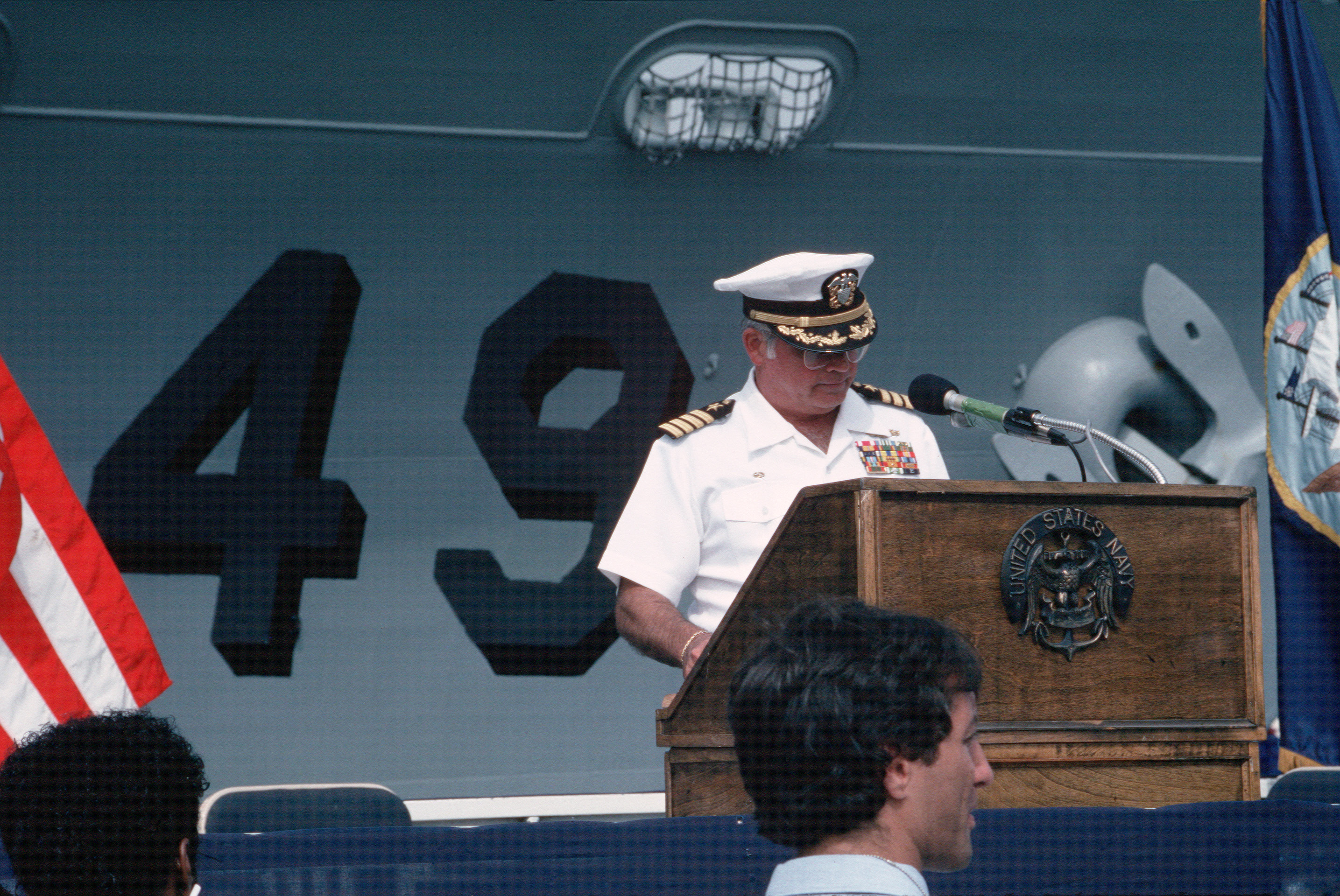
Will C. Rogers III, commandant de l'USS Vincennes, faisant un discours de bienvenue à San Diego le 24 octobre 1988.

En dépit de la destruction du vol IR655, les hommes de l'USS Vincennes ont été décorés du Combat Action Ribbon pour l'accomplissement de leur mission en zone de combat. Lustig, le coordinateur de guerre aérienne, a reçu la Commendation Medal pour « sa capacité à conserver sous le feu ennemi son sang froid » (c'est lui qui est responsable de l'information selon laquelle l'avion piquait sur le croiseur alors que l'avion était en montée).
En 1990, le commandant William C. Rogers III (en) a été récompensé de la Legion of Merit pour son service en tant que commandant de l'USS Vincennes d'avril 1987 à mai 1989. L'éloge ne fait aucune mention de la destruction du vol 655 Iran Air. En mars 1989, la voiture conduite par son épouse Sharon a été détruite par une bombe placée dans le tuyau d'échappement. En 1992, William et Sharon Rogers ont écrit un livre, qui reproduit la lettre poignante adressée au commandant Rogers par le frère du commandant de bord, Mohsen Rezaian.

## Couverture médiatique
Les journalistes Serge Halimi et Pierre Rimbert portent un regard critique sur l'attitude de la presse américaine, pointant notamment un traitement à géométrie variable en comparaison de leur couverture de la destruction par les Soviétiques du vol Korean Air Lines 007 (vol civil abattu dans l'espace aérien soviétique alors qu'il survolait par erreur des installations militaires stratégiques) survenue cinq ans plus tôt. 

## Filmographie
- La destruction de l'airbus iranien en 1988 a fait l'objet d'un épisode dans la série télé Air Crash nommé « Erreur sur la cible » (saison 3 - épisode 5).